# Kebbi (stan)
Kebbi – stan w północno-zachodniej części Nigerii.
Kebbi sąsiaduje ze stanami Niger, Zamfara i Sokoto, oraz państwem Benin. Jego stolicą jest Birnin Kebbi. Ma powierzchnię 36 800 km². 
Główne miasta stanu Kebbi to: Birnin Kebbi, Argungu i Yelwa. 
Stan podzielony jest na 21 lokalnych  obszarów rządowych, w czterech emiratach (Gwandu, Argungu, Yauri i Zuru): 
| - Aleiro - Arewa Dandi - Argungu - Augie - Bagudo - Birnin Kebbi - Bunza | - Dandi - Fakai - Gwandu - Jega - Kalgo - Koko/Besse - Maiyama | - Ngaski - Sakaba - Shanga - Suru - Wasagu/Danko - Yauri - Zuru |